# Angelica nitida
Angelica nitida är en växtart i släktet kvannar (Angelica) och familjen flockblommiga växter. Den beskrevs av Hermann Wolff 1926.
Arten är en perenn ört som förekommer i Kina.